# Balee Rastong
Balee Rastong is een bestuurslaag in het regentschap Pidie van de provincie Atjeh, Indonesië. Balee Rastong telt 548 inwoners (volkstelling 2010).